# Chengannur
Chengannur – miasto w Indiach, w stanie Kerala. W 2011 roku liczyło 23 467 mieszkańców. Siedziba malankarskiej diecezji Chengannur.